# University (contea di Orange, Florida)
University è un census-designated place (CDP) degli Stati Uniti d'America, situato nello Stato della Florida, nella contea di Orange.